# Margina greške
Margina greške je statističko izražavanje količine slučajne greške uzorkovanja u pregledima rezultata. Što je veća greška, to se može imati manje poverenja da su rezultati ankete bliski „istinitim” vrednostima; to jest, vrednostima za celu populaciju. Margina greške je pozitivna kad god se populacija nepotpuno uzorkuje, a mera ishoda ima pozitivnu varijansu (to jest, ona varira).
Izraz „margina greške” često se koristi izvan konteksta anketa, kako bi označila greška merenja u izveštavanju o izmerenim količinama.

## Objašnjenje
Margina greške se obično definiše kao „radijus” (ili polovina širine) intervala pouzdanosti za određenu statistiku istraživanja. Jedan primer je procenat ljudi koji preferiraju proizvod A u odnosu na proizvod B. Kada se za istraživanje utvrdi pojedinačna, globalna margina greške, ona se odnosi na maksimalnu marginu greške svih prijavljenih procenata koristeći puni uzorak ankete. Ako je statistika procenat, ta maksimalna greška može se izračunati kao radijus intervala pouzdanosti za dati procenat od 50%.
Margina greške se opisuje kao „apsolutni” kvantitet, jednak radijusu intervala pouzdanosti datog statistika. Na primer, ako je prava vrednost 50 procentnih poena, a statistika ima radijus intervala pouzdanosti od pet procentnih poena, tada se kaže da je margina greške pet procenata. Kao još jedan primer, ako je prava vrednost 50 ljudi, a statistika ima radijus intervala pouzdanosti od pet ljudi, tada se može reći da je margina greške pet ljudi.
U nekim slučajevima, margina greške se ne izražava kao „apsolutni” kvantitet, već se izražava kao „relativna” količina. Na primer, pretpostavimo da je prava vrednost 50 ljudi, a statistika ima radijus intervala pouzdanosti od pet ljudi. Ako se koristi „apsolutna” definicija, margina greška bi bila pet ljudi. Ako se koristi „relativna” definicija, tada se apsolutna greška izražava kao procenat prave vrednosti. Dakle, u ovom slučaju apsolutna greška je pet ljudi, ali „procenat greške” je 10% (jer je pet ljudi deset procenata od 50 ljudi). Razlika se često izričito ne pravi, mada je obično vidljiva iz konteksta.
Poput intervala pouzdanosti, margina greške se može definisati za bilo koji željeni interval pouzdanosti, mada se obično biraju nivoi od 90%, 95% ili 99% (tipično 95%). Ovaj nivo je pouzdanost da margina greška oko datog procenta uključuje „istinski” procenat. Stoga, na primer postoji sigurnost, da na nivou 95%, od svakih 100 jednostavnih slučajnih uzoraka uzetih iz određene populacije, 95 njih sadržati istinski procenat ili drugu statistiku pod istragom, unutar margine greške asocirane sa njima. Zajedno sa nivoom pouzdanosti, dizajn uzorka za istraživanje, i posebno veličina uzorka, određuju veličinu margine greške. Veća veličina uzorka daje manju grešku, ako je sve ostalo nepromenjeno.
Ako se koriste tačni intervali pouzdanosti, tada margina greška uzima u obzir grešku uzorkovanja i grešku nevezanu za uzorkovanje. Ako se koristi približni interval pouzdanosti (na primer, pretpostavljajući da je distribucija normalna i potom na odgovarajući način modelujući interval pouzdanosti), tada margina greške može da obuhvati samo randomnu grešku uzorkovanja. Ona ne predstavlja druge potencijalne izvore grešaka ili pristrasnost, kao što je nereprezentativan dizajn uzorka, loše formulisana pitanja, ljudi koji lažu ili odbijaju da odgovore, isključenje ljudi koje nije moguće kontaktirati, ili pogrešna prebrojavanja i proračuni.

## Koncept
Primer iz američke predsedničke kampanje 2004. godine se može koristiti za ilustraciju koncepata u ovom članku. Prema istraživanju Njuzvika od 2. oktobra 2004. godine, 47% registrovanih glasača glasalo bi za Džona Kerija/Džona Edvardsa ako bi se izbori održali tog dana, 45% bi glasalo za Džordža V. Buša/Dika Čejnija, a 2% bi glasalo za Ralfa Nadera/Petera Kameha. Veličina uzorka je bila 1.013. Ako nije drugačije navedeno, ostatak ovog članka koristi 95% nivo poverenja.

### Osnovni koncept
Ankete u osnovi obuhvataju uzimanje uzorka iz određene populacije. U slučaju Njuzvikove ankete, od interesa je populacija koje će glasati. Pošto je nepraktično anketirati sve koji će glasati, anketari uzimaju manje uzorke koji bi trebalo da budu reprezentativni, odnosno slučajni uzorak stanovništva. Moguće je da se anketira uzorak od 1.013 birača koji slučajno glasaju za Buša, mada je u stvarnosti stanovništvo ravnomerno podeljeno između Buša i Kerija, ali to je vrlo malo verovatno (p = 2−1013 ≈ 1,1 × 10−305) s obzirom da je uzorak randoman.
Teorija uzorkovanja pruža metode za izračunavanje verovatnoće da se rezultati ankete razlikuju od stvarnosti za više od određenog iznosa, jednostavno zbog slučajnosti; na primer, da anketa izveštava 47% za Kerija, mada je njegova podrška zapravo čak 50%, ili stvarno samo 44%. Ova teorija i neke Bajesove pretpostavke sugerišu da će „istinski” procenat verovatno biti prilično blizu 47%. Što više ljudi bude uzorkovano, u to većoj meri anketari mogu biti sigurni da je „istinski” procenat blizu uočenog. Margina greške je mera toga koliko su rezultati verovatni.
Međutim, margina greške obuhvata jedino slučajnu grešku uzorkovanja, tako da je slepa za sistematske greške koje se mogu uvesti odsustvom responsa ili interakcijama između ankete i memorije anketiranih, motivacije, komunikacije i znanja.

### Proračuni uz pretpostavku slučajnog uzorkovanja
Ovaj odeljak ukratko razmatra standardnu grešku procenta, odgovarajućeg intervala pouzdanosti i povezuje ova dva koncepta sa marginom greške. Radi jednostavnosti, ova izračunavanja pretpostavljaju da je anketa zasnovana na jednostavnom randomnom uzorku iz velike populacije.
Standardna greška izveštenog udela ili procenta p meri njegovu tačnost, i procenjuje se standardnom defijacijom tog procenta. Ona se može proceniti polazeći od p i veličine uzorka, n, ako je n malo u odnosu na veličinu populacije, koristeći sledeću formulu: 
{\displaystyle {\text{Standardna greška}}\approx {\sqrt {\frac {p(1-p)}{n}}}}
Kada uzorak nije jednostavan randomni uzorak iz velike populacije, standardna greška i interval pouzdanosti moraju se proceniti pomoću naprednijih proračuna. Linearizacija i reuzorkovanje su široko korišćene tehnike za dobijanje podataka iz složenih dizajna uzoraka.
Traba imati na umu da nužno ne postoji stroga veza između pravog intervala pouzdanosti i prave standardne greške. Pravi interval pouzdanosti od p procenta je interval [] koji sadrži p procenata distribucije i gde (100 - )/2 procenata distribucije leži ispod a, i (100 - )/2 procenata distribucija leži iznad b. Istinska standardna greška datog statistika je kvadratni koren istinske varijanse uzorkovanja tog statistika. Ta dva parametra ne moraju da budu direktno povezana, mada generalno za velike distribucije koje izgledaju kao normalne krive, postoji direktna veza.
U anketi Njuzvika, Kerijev nivo podrške ima p = 0,47 i n = 1,013. Standardna greška (0,016 ili 1,6%) pomaže u sticanju osećaja tačnosti Kerijevog procenjenog procenta (47%). Bajesova interpretacija standardne greške je da iako se ne zna „istinski” procenat, vrlo je verovatno da se on nalazi unutar dve standardne greške procenjenog procenta (47%). Standardna greška se može koristiti za kreiranje intervala pouzdanosti u kome bi „pravi” procenat trebalo da bude do određenog nivoa pouzdanosti.
Procenjeni procenat plus ili minus njegova margina greške predstavlja interval pouzdanosti procenta. Drugim rečima, margina greške je polovina širine intervala pouzdanosti. Ona se može izračunati kao umnožak standardne greške, sa faktorom koji zavisi od željenog nivoa pouzdanosti; margina od jedne standardne greške daje 68% intervala pouzdanosti, dok procena plus ili minus 1,96 standardna greška odgovara 95% intervala pouzdanosti, i 99% intervala pouzdanosti pokriva 2,58 standardne greške sa obe strane procene.

## Literatura
- Sudman, Seymour and Bradburn, Norman Asking Questions: A Practical Guide to Questionnaire Design. San Francisco: Jossey Bass. 1982. ISBN 0-87589-546-8..
- Wonnacott, T. H.; Wonnacott, R. J. (1990). Introductory Statistics (5th изд.). Wiley. ISBN 0-471-61518-8.
- Chambers, R L, and Skinner, C J (editors) Analysis of Survey Data. 2003. ISBN 0-471-89987-9.. Wiley,
- Deming, W. Edwards (1975) On probability as a basis for action, The American Statistician, 29(4), pp. 146–152.
- Gy, P (1992). Sampling of Heterogeneous and Dynamic Material Systems: Theories of Heterogeneity, Sampling and Homogenizing.
- Korn, E.L., and Graubard, B.I (1999). Analysis of Health Surveys. Wiley. ISBN 0-471-13773-1.
- Lucas, Samuel R. (2014). „Beyond the existence proof: Ontological conditions, epistemological implications, and in-depth interview research”. Quality & Quantity. 48: 387—408. S2CID 254989198. doi:10.1007/s11135-012-9775-3..
- Stuart, Alan (1962). Basic Ideas of Scientific Sampling.. Hafner Publishing Company, New York
- Smith, T. M. F. (1984). „Present Position and Potential Developments: Some Personal Views: Sample surveys”. Journal of the Royal Statistical Society, Series A. 147 (The 150th Anniversary of the Royal Statistical Society, number 2): 208—221. JSTOR 2981677. doi:10.2307/2981677.
- Smith, T. M. F. (1993). „Populations and Selection: Limitations of Statistics (Presidential address)”. Journal of the Royal Statistical Society, Series A. 156 (2): 144—166. JSTOR 2982726. doi:10.2307/2982726.
- Smith, T. M. F. (2001). „Biometrika centenary: Sample surveys”. Biometrika. 88 (1): 167—243. doi:10.1093/biomet/88.1.167.
- Smith, T. M. F. (2001). „Biometrika centenary: Sample surveys”.  Ур.: D. M. Titterington and D. R. Cox. Biometrika: One Hundred Years. Oxford University Press. стр. 165—194. ISBN 978-0-19-850993-6.
- Whittle, P. (maj 1954). „Optimum preventative sampling”. Journal of the Operations Research Society of America. 2 (2): 197—203. JSTOR 166605. doi:10.1287/opre.2.2.197.

## Spoljašnje veze
- Hazewinkel Michiel, ур. (2001). „Errors, theory of”. Encyclopaedia of Mathematics. Springer.  978-1556080104.
- Weisstein, Eric W. „Margin of Error”. MathWorld.